# ميشيل بيريه
ميشيل بيريه (بالفرنسية: Michèle Perret)‏ (11 فبراير 1937، وهران في الجزائر)؛ كاتِبة وروائية فرنسية.